# Chung Il-kwon
Chung Il-kwon (kor. 정일권, Jŏng Il Kwŏn; ur. 21 listopada 1917 w prowincji Ussuryjsku w Rosji, zm. 17 stycznia 1994 na Hawajach) – południowokoreański generał i polityk, premier Korei Południowej (1964–1970).

## Życiorys
W 1940 ukończył Akademię Wojskową w Tokio i służył w Cesarskiej Armii Japońskiej w Mandżurii podczas II wojny światowej jako Nakajima Ikken (jap. 中島 一権 lub なかじま いっけん). Wstąpił także do wojsk Mandżukuo.
Gdy w czerwcu 1950 wybuchła wojna koreańska, Chung został dowódcą Sił Zbrojnych Republiki Korei. Dowodził nimi m.in. podczas odwrotu w lipcu i sierpniu do Pusan, w koordynacji z amerykańską 8. Armią, a także podczas wrześniowego desantu amerykańskiego w Inczon, który zatrzymał północnokoreańską ofensywę. Obwołany „bohaterem Republiki Korei” (południowej), w 1956–1957 był szefem sztabu południowokoreańskich sił zbrojnych w stopniu czterogwiazdkowego generała. Później był ambasadorem Korei Południowej w USA, Francji i kilku krajach latynoamerykańskich. W latach 1964–1970 stał na czele rządu Korei Południowej, później pełnił szereg funkcji w rządzie, zanim funkcję prezydenta objął w 1980 Chun Doo-hwan.